# Sitneši Mali
Sitneši Mali (cyr. Ситнеши Мали) – wieś w Bośni i Hercegowinie, w Republice Serbskiej, w gminie Srbac. W 2013 roku liczyła 314 mieszkańców.